# Горіхова діброва

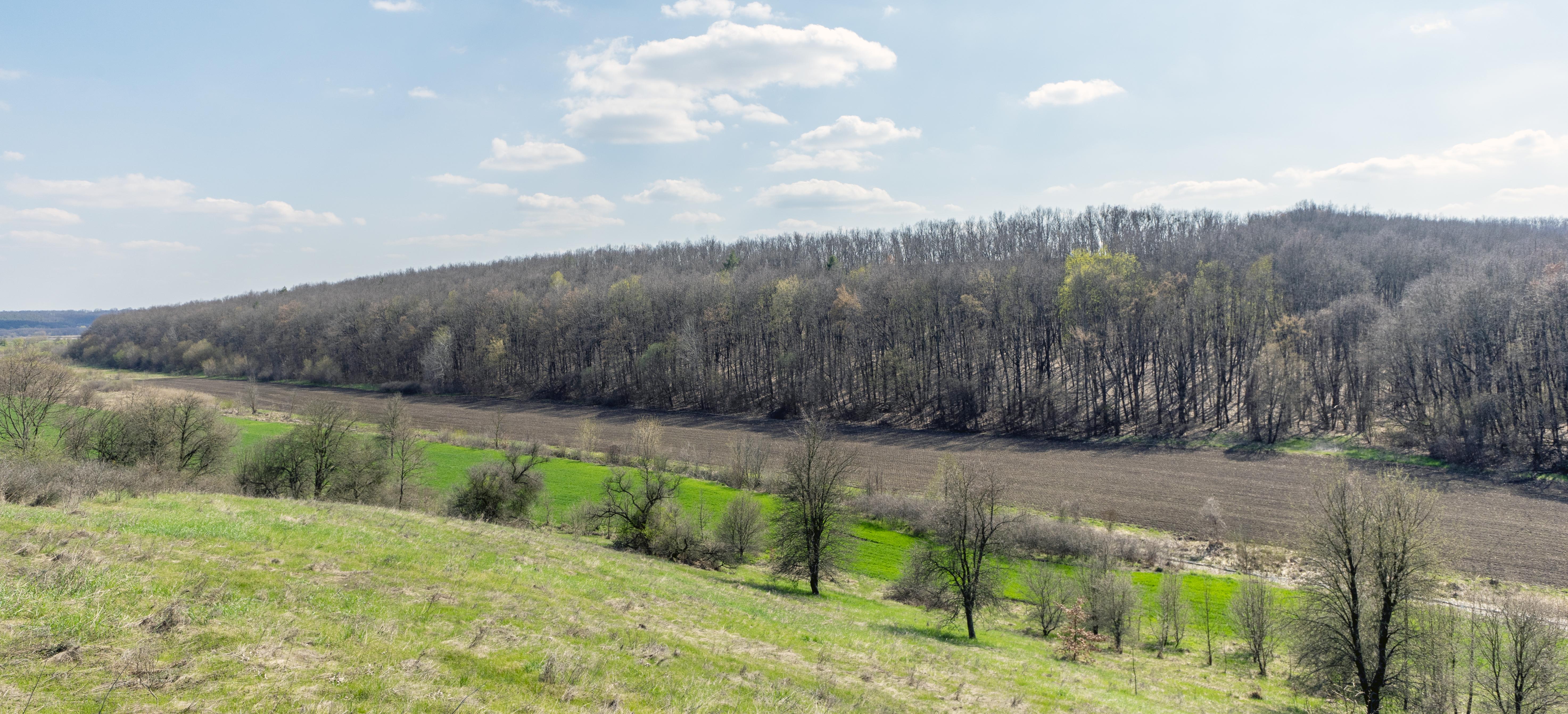

Горіхова діброва — заповідне урочище місцевого значення. Об'єкт розташований на території Черкаського району Черкаської області, село Виграїв.
Площа — 3,8 га, статус отриманий у 2000 році.
Охороняється мальовничий гай із залуженою галявиною. Місце відпочинку та відзначення урочистих подій.